# Surabaya (Sungai Serut)
Surabaya is een bestuurslaag in het regentschap Bengkulu van de provincie Bengkulu, Indonesië. Surabaya telt 7046 inwoners (volkstelling 2010).